# Radochów
Radochów (deutsch Reyersdorf) ist ein Ort in der Stadt- und Landgemeinde Lądek-Zdrój im Powiat Kłodzki der Woiwodschaft Niederschlesien in Polen. Es wird über die Woiwodschaftsstraße 392 erreicht, die von Żelazno (Eisersdorf) nach Lądek-Zdrój verläuft.

## Geographie
Radochów liegt im Osten des Glatzer Kessels in den südwestlichen Ausläufern des Reichensteiner Gebirges (polnisch Góry Złote). Nachbarorte sind Wójtówka (Voigtsdorf bei Landeck) und Lutynia (Leuthen) im Nordosten, Lądek-Zdrój im Südosten, Skowronki (Lerchenfeld) und Kąty Bystrzyckie (Winkeldorf) im Süden, Trzebieszowice (Kunzendorf an der Biele) im Westen und Skrzynka (Heinzendorf) im Nordosten. Nördlich erhebt sich die 697 m hohe Schalasterkoppe (Bzowiec).

## Geschichte

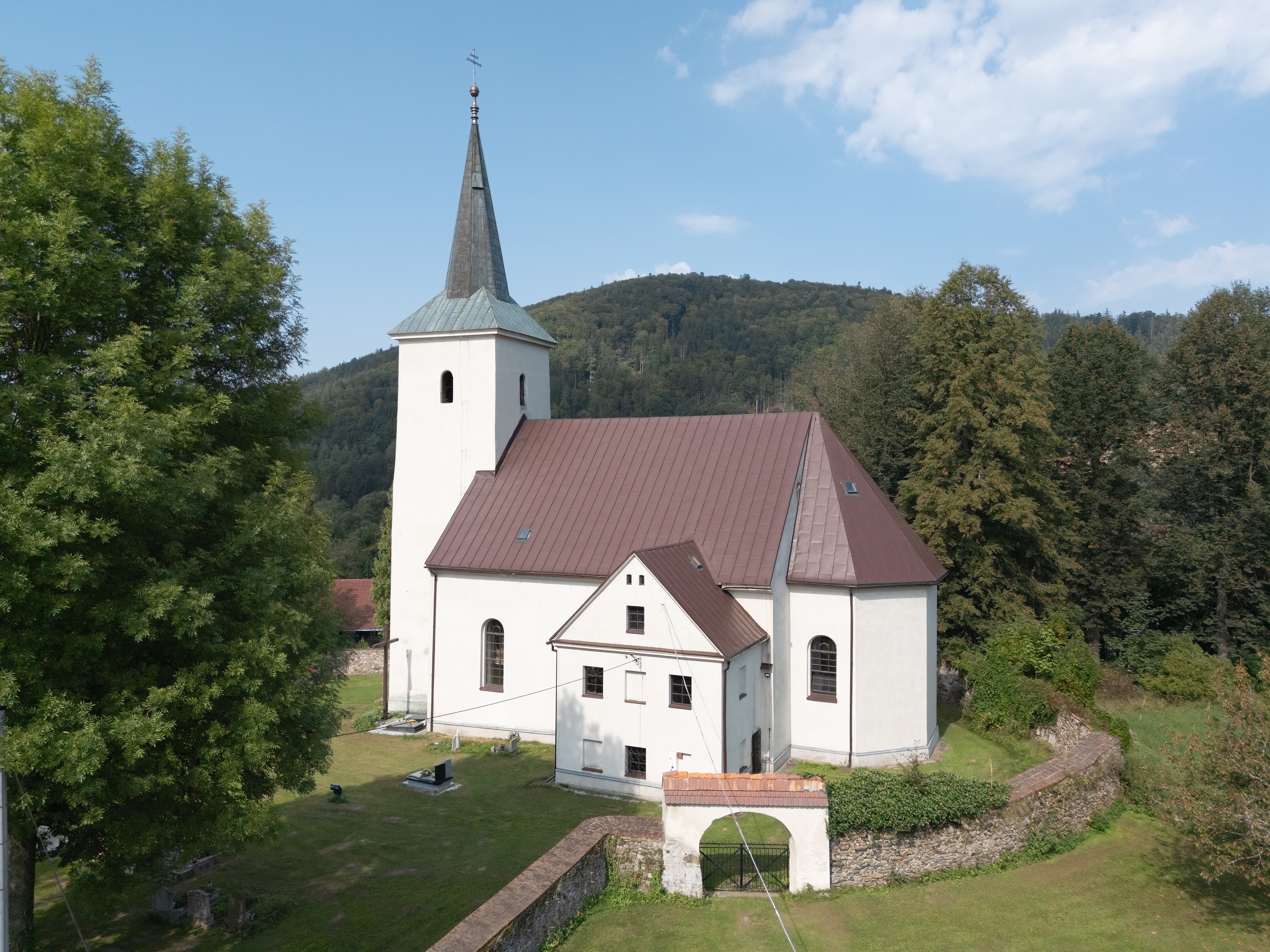
Kirche St. Nikolaus

„Rycharczdorf“ wurde erstmals 1362 urkundlich erwähnt. Weitere Bezeichnungen waren Richardsdorf (1412), Reichardsdorf (1416) und 1419 Reyersdorf. Es gehörte zum Glatzer Land, mit dem es die Geschichte seiner politischen und kirchlichen Zugehörigkeit von Anfang an teilte. In ältesten Zeiten gehörte es den Herren von Pannwitz. 1384 war es bereits Pfarrort und 1412 ist ein Freirichtergut belegt. Im Dreißigjährigen Krieg plünderten 1622 Kaiserliche und die Sächsische Armee Reyersdorf und die umliegenden Dörfer Kunzendorf, Ullersdorf und Heinzendorf. Wegen seiner Beteiligung am böhmischen Ständeaufstand von 1618 wurde Friedrich von Reder, der damalige Besitzer von Reyersdorf, im Jahre 1625 vom böhmischen Landesherrn Ferdinand III. enteignet. Dadurch gelangte Reyersdorf zusammen mit Schönau an den Freiherrn von Neuhaus, der sich 1622/23 als Obrist auf Seiten der der Kaiserlichen Verdienste bei der Rückeroberung der Grafschaft Glatz erworben hatte. Ihm war zunächst die Herrschaft Neurode zugesprochen worden, fiel jedoch nach der Konversion des Bernhard von Stillfried an diesen zurück. Auch der Reyersdorfer Freirichter Hans Peschke wurde zunächst enteignet, erhielt jedoch, nach der Rückkehr zum katholischen Glauben und der Zahlung einer Geldstrafe, sein Gut wieder zurück.
Nach dem Ersten Schlesischen Krieg 1742 und endgültig mit dem Hubertusburger Frieden 1763 fiel Reyersdorf zusammen mit der Grafschaft Glatz an Preußen. Anfang des 18. Jahrhunderts war es im Besitz des Julius Graf von Neuhaus. Nach der Neugliederung Preußens gehörte es seit 1815 zur Provinz Schlesien und war zunächst dem Landkreis Glatz eingegliedert. 1818 wurde es dem neu gebildeten Landkreis Habelschwerdt zugeschlagen, der aus den Glatzer Distrikten Landeck und Habelschwerdt gebildet worden war und mit dem Reyersdorf bis 1945 verbunden blieb. 1874 wurde aus den Landgemeinden Reyersdorf und Schönau sowie den gleichnamigen Gutsbezirken der Amtsbezirk Reyersdorf gebildet. 1897 erhielt Reyersdorf einen Halt an Bahnstrecke Kłodzko–Stronie Śląskie (Glatz–Seitenberg), wodurch es zu einem wirtschaftlichen Aufschwung durch zunehmenden Tourismus kam. 1939 wurden 846 Einwohner gezählt.
Als Folge des Zweiten Weltkriegs fiel Reyersdorf 1945 wie fast ganz Schlesien an Polen und wurde in Radochów umbenannt. Die deutsche Bevölkerung wurde, soweit sie nicht vorher geflohen war, vertrieben. Die neu angesiedelten Bewohner waren zum Teil Vertriebene aus Ostpolen, das an die Sowjetunion gefallen war. 1975–1998 gehörte Radochów zur Woiwodschaft Wałbrzych (Waldenburg). 1997 richtete ein Hochwasser große Schäden an.

## Sehenswürdigkeiten
- Die Pfarrkirche St. Nikolaus (Kośćiół Św. Mikołaja) von 1614 wurde 1883 durch einen Blitzschlag zerstört, anschließend wieder aufgebaut und im Stil des Historismus ausgestattet. Den Hauptaltar schuf der Landecker Bildhauer Aloys Schmidt. Innerhalb und außerhalb der Kirche befinden sich alte Epitaphe, die zum Teil aus dem 14./15. Jahrhundert stammen.
- Der 1362 erwähnte Gutshof wurde Anfang des 17. Jahrhunderts für Bernhard von Pannwitz neu errichtet und gelangte später an das Adelsgeschlecht Haugwitz. Im Inneren befinden sich Wandmalereien mit Pflanzenmotiven. Der Repräsentationssaal enthält figurale und heraldische Darstellungen. Das Balkonportal in der Nordfassade wurde um 1800 errichtet. Der Gutshof befindet sich in einem schlechten baulichen Zustand und ist vom Verfall bedroht.
- Die Statue des böhmischen Landesheiligen Johannes Nepomuk von 1732 war eine Stiftung des Grafen von Neuhaus.
- Nördlich des Ortes unterhalb des Gipfels des Stachelberges (Cierniak) steht die Wallfahrtskapelle Maria Hilf. Sie wurde aufgrund eines Gelöbnisses vom Ortsschulzen Anton Wachsmann 1850 erbaut und 1858 erweitert. Den Altar und die Heiligenfiguren schuf der Landecker Bildhauer Franz Thamm.
- Westlich des Berges liegt eine Tropfsteinhöhle, die 1830 zufällig gefunden und freigelegt wurde.
- Südlich des Ortes an der Landstraße liegt eine Kapelle, die vermutlich zum Gedenken an Gefallene des Dreißigjährigen Krieges errichtet wurde.

## Persönlichkeiten
- Aloys Schmidt (1855–1939), Bildhauer